# Якимюк Роман Сергійович
Рома́н Сергі́йович Якимю́к (1996—2024) — український військовослужбовець, учасник російсько-української війни.

## Життєпис
Народився 24 грудня 1996 року в селі Лішня, Рівненської області. Навчався і закінчив українську академію друкарства. В часі війни — старший водій інженерно-саперного відділення взводу.
Загинув 22 січня 2024 на Луганщині.

## Нагороди
- Орден «За мужність» III ступеня[3].